# Barysz
Barysz (ukr. Бариш) – wieś na Ukrainie, w obwodzie tarnopolskim, w rejonie czortkowskim. Od 1947 wieś jest siedzibą rady wiejskiej.

## Historia
Barysz otrzymał prawa miejskie w roku 1559. Właścicielami Barysza byli przedstawiciele Jazłowieckich (założyciele miasta), od 1622 – Wolscy. Od 1623 właścicielami klucza baryskiego zostali Jarmolińscy i Stadniccy. Ostatnim właścicielem majątku w Baryszu był Władysław Świdrygiełło-Świderski, zamordowany w 1940 r. w więzieniu NKWD w Charkowie.
W 1862 działała w Baryszu szkoła trywialna, która wchodziła w skład buczackiego szkolnego dystryktu. Mikołaj Pawłowski pracował w owej szkole jako nauczyciel.
Po zakończeniu I wojny światowej, od listopada 1918 roku do lata 1919 roku Barysz znajdował się na obszarze kontrolowanym przez Zachodnioukraińską Republikę Ludową.
W II Rzeczypospolitej Barysz był miastem w województwie tarnopolskim, w powiecie buczackim. W 1921 roku mieszkało w nim 3003 Polaków, 1562 Ukraińców i 330 Żydów. W 1929 liczba mieszkańców wzrosła do 4795, a w 1939 roku do 7000.
Podczas okupacji niemieckiej we wrześniu 1942 roku wszystkich Żydów z Barysza przesiedlono do Buczacza. Mieszkające w Baryszu polskie małżeństwo Najbarów udzielało schronienia Żydom, za co w 1987 roku Instytut Jad Waszem uhonorował Franciszka i Marię Najbarów tytułami Sprawiedliwych wśród Narodów Świata.
Podczas okupacji pozbawiony praw miejskich i włączony do nowej wiejskiej gminy Barysz. Po II wojnie światowej nie odzyskał praw miejskich.
5 lutego (według innych danych w nocy z 5 na 6 lutego) 1945 kureń UPA Petra Chamczuka „Bystrego” zamordował w Baryszu 135 osób. Zbrodnię tę opisał w swoim pamiętniku Jan Zaleski. Łącznie w latach 1941-1945 nacjonaliści ukraińscy zabili w Baryszu 199 Polaków.
Po wojnie Polaków przesiedlano na tzw. Ziemie Odzyskane. Ostatni transport z Barysza wyjechał we wrześniu 1945. Pamięć o dawnym Baryszu kultywowana jest w Smardzowie na Dolnym Śląsku, gdzie co roku w przedostatnią sobotę sierpnia odbywają się uroczystości.

## Świątynie
- dawny kościół pw. Trójcy Przenajświętszej, od 90. lat XX w. cerkiew pw. Wniebowstąpienia Pańskiego - w 1559 r. wraz z otrzymaniem praw miejskich powstała w Baryszu parafia rzymskokatolicka. Jej fundatorem był Mikołaj Jazłowiecki, który wzniósł drewnianą świątynię. Przeszłą ona w ręce protestantów, ale w 1602 r. powróciła do katolików. W 1800 r. rozpoczęto budowę kościoła murowanego, którego fundatorami byli Kajetan Potocki i Romuald Maciej Szawłowski. W 1882 r. kościół konsekrowano, a w latach 1900 - 1906 znacznie rozbudowano. Zniszczony w czasie I wojny światowej, w latach następnych odbudowany. W czasie napadu UPA na Barysz w 1945 r. był schronieniem dla mieszkańców. Po ekspatriacji Polaków zamieniony na magazyn, po 1989 r. przekazany grekokatolikom[15][16].

## Ludzie związani z Baryszem
- Zygmunt Demianowski (2 maja 1850, Barysz – 1 stycznia 1926, Lwów[17]) – profesor krajowej szkoły gospodarstwa lasowego we Lwowie, autor licznych zawodowych artykułów[18].
- Ferdynand Drozdowski – nauczyciel, w 1932 mianowany kierownikiem 7-klasowej szkoły w Baryszu[19].
- Józef Herbut (1933–2018) – ksiądz katolicki, filozof, profesor Katolickiego Uniwersytetu Lubelskiego i Uniwersytetu Opolskiego.
- Władysława Sieniawska – nauczycielka 7-klasowej szkoły powszechnej w Baryszu, w 1932 przeniesiona do 4-klasowej szkoły powszechnej w Jazłowcu[20].
- ks. Onufry Wanczycki – proboszcz greckokatolicki, dziekan emeryt, członek Norodnego Domu, Ruskiej Rady oraz moskalofilskiego Towarzystwa im. Kaczkowskiego (1881)[21].
- Roman Wasyłyk (ur. 1947 w Baryszu) – ukraiński malarz, ikonograf, profesor.